# Aeroporto Internacional Coronel FAP Francisco Secada Vignetta
O Aeroporto Internacional Coronel FAP Francisco Secada Vignetta é um aeroporto localizado na cidade de Iquitos, no Peru.

## Companhias Aéreas e Destinos

### Destinos Nacionais
| Cias Aéreas       | Destinos            |
| ----------------- | ------------------- |
| Avianca           | Lima                |
| LAN Airlines      | Lima - Tarapoto     |
| Peruvian Airlines | Lima - Pucallpa     |
| Star Perú         | Pucallpa - Tarapoto |

### Destinos internacionais
| Cias Aérea            | Destinos         |
| --------------------- | ---------------- |
| Boliviana de Aviación | Cochabamba       |
| Copa Airlines         | Cidade do Panamá |
| Peruvian Airlines     | Cochabamba       |